# John C. Butcher
John Charles Butcher (* 31. března 1933 Auckland) je novozélandský matematik, který se specializuje na numerické metody pro řešení obyčejných diferenciálních rovnic. Butcher pracuje na vícekrokových metodách pro řešení obyčejných diferenciálních rovnic s počátečními podmínkami (jako jsou např. metody Runge–Kutta). Je po něm pojmenována Butcherova grupa.

## Publikace
- BUTCHER, John Charles. Numerical methods for ordinary differential equations. 2, ilustrované vydání. vyd. [s.l.]: John Wiley & Sons Ltd., 2008. 463 s. ISBN 978-0-470-72335-7. (anglicky)